# 瀋陽鉄西新区体育中心

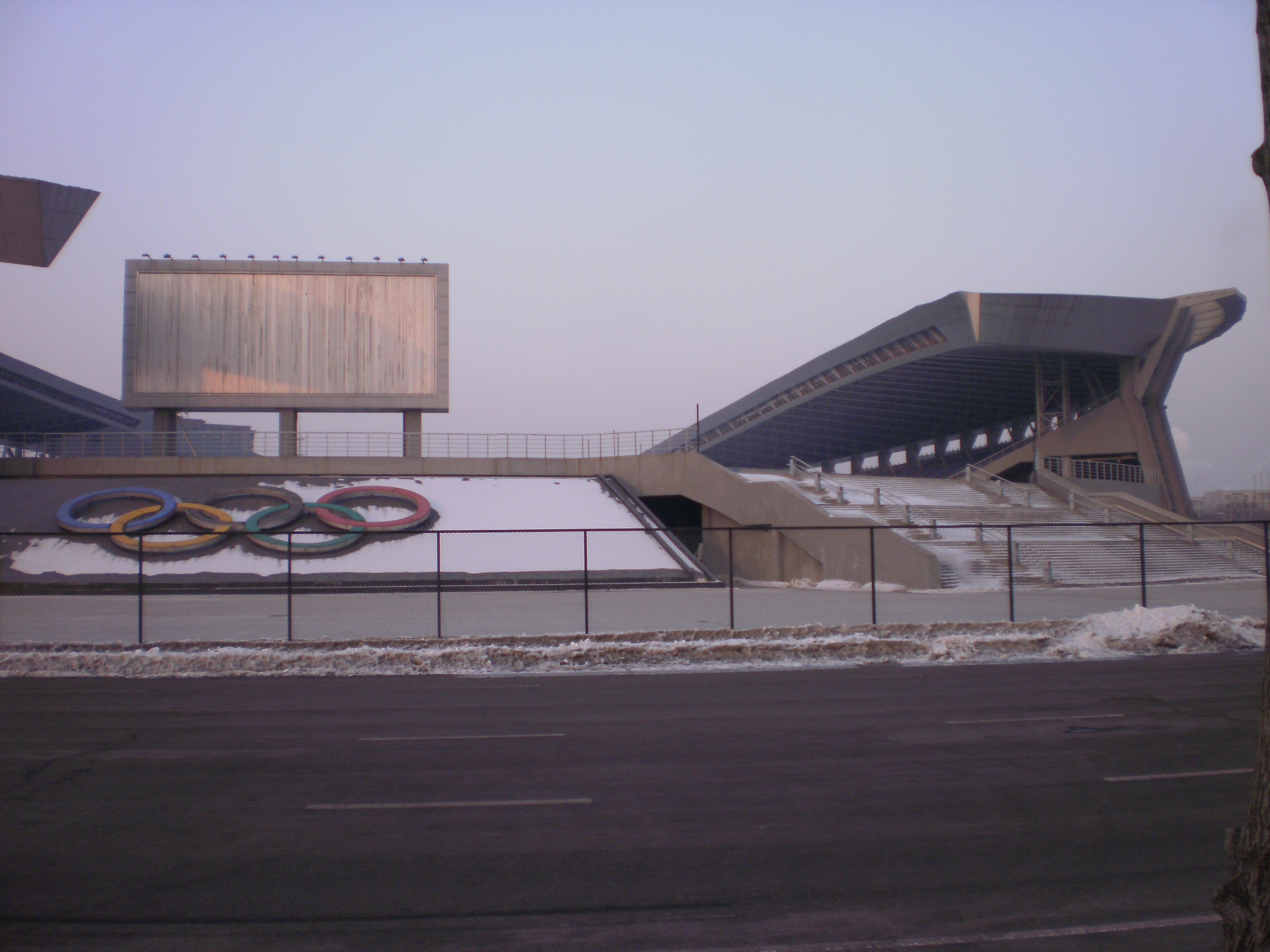
瀋陽鉄西新区体育中心の様子

瀋陽鉄西新区体育中心(しんようてっせいしんくたいいくちゅうしん、簡体字中国語: 沈阳铁西新区体育中心, 英: Tiexi New District Sports Center)は、中国・遼寧省瀋陽市鉄西新区にある多目的スタジアム。

## 概要
2008年に設立された。収容人数は30,000人、総敷地面積は40,000平方メートル。
中国スーパーリーグ（中国超級聯賽、国内リーグ1部に相当）に所属する遼寧宏運、甲級リーグに所属する瀋陽瀋北のホームスタジアムとして使用されている。
また、南側には体育館（鉄西新区体育館）も併設されており、柔道やバレーボール、バスケットボールやハンドボール、卓球を行うことが可能。収容人数は4,000人(固定席3,000席、可動席1,080席)。